# Victoria Sinitsina
Victoria Alexandrovna Sinitsina (en russe: Виктория Александровна Синицина) est une patineuse artistique russe née le 25 avril 1995 à Moscou. Elle participe aux Jeux olympiques d'hiver de 2014 à Sotchi, où elle se classe seizième en danse sur glace avec Ruslan Zhiganshin. Elle termine ensuite septième aux Mondiaux. Lors de la saison 2014-2015, elle change de partenaire et s'associe avec Nikita Katsalapov.

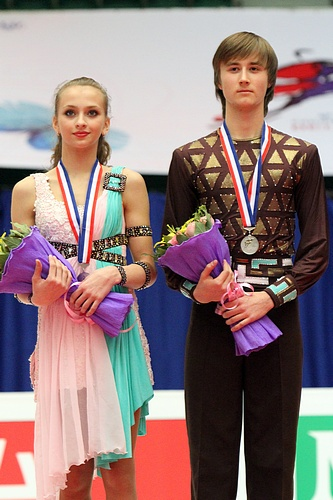
Victoria Sinitsina et Ruslan Zhiganshin en 2010.

## Biographie

### Carrière sportive
Aux Jeux olympiques de Pékin de 2022, elle est membre de l'équipe mixte médaillée d'or. Cependant, deux ans plus tard, le Tribunal Arbitral du Sport (TAS) prononce une suspension de quatre ans à l'encontre de Kamila Valieva, membre de l'équipe qui a remporté l'or. La décision du Tribunal arbitral du sport signifie que la Russie perd le titre dans l’épreuve par équipe et récupère la médaille de bronze.

## Palmarès
Avec deux partenaires :
- Ruslan Zhiganshin (3 saisons : 2011-2014)
- Nikita Katsalapov (8 saisons : 2014-2022)

| Compétition | 2012    | 2013    | 2014    |  | 2015    | 2016    | 2017    | 2018    | 2019    | 2020    | 2021    | 2022    |  |  |
| Jeux olympiques d'hiver |         |         | 16e     |  |         |         |         |         |         |         |         | 2e      |  |  |
| Championnats du monde |         |         | 7e      |  |         | 9e      |         |         | 2e      | CA      | 1re     | CI      |  |  |
| Championnats d'Europe |         |         | 4e      |  |         | 4e      | 10e     |         | 4e      | 1re     | CA      | 1re     |  |  |
| Championnats de Russie |         | 5e      | 3e      |  | 4e      | 2e      | 3e      | F       | 1re     | 1re     | F       | A       |  |  |
| Championnats du monde juniors | 1re     |         |         |  |         |         |         |         |         |         | CA      | CI      |  |  |
| |         |         |         |  |         |         |         |         |         |         |         |         |  |  |
| Grand Prix ISU | 2011/12 | 2012/13 | 2013/14 |  | 2014/15 | 2015/16 | 2016/17 | 2017/18 | 2018/19 | 2019/20 | 2020/21 | 2021/22 |  |  |
| Finale du Grand Prix |         |         |         |  |         |         |         |         | 2e      | 6e      | CA      | CA      |  |  |
| Skate America |         |         |         |  |         | 2e      |         | 3e      |         |         |         |         |  |  |
| Skate Canada |         |         |         |  |         |         |         |         | 2e      |         | CA      |         |  |  |
| Coupe de Chine |         | 6e      |         |  |         |         | 4e      |         |         | 1re     |         |         |  |  |
| Trophée de France |         |         |         |  |         |         |         |         | 2e      |         | CA      |         |  |  |
| Coupe de Russie |         | 3e      |         |  | 4e      | 3e      |         |         |         | 1re     | 1re     | 1re     |  |  |
| Trophée NHK |         |         | 8e      |  | 7e      |         | 5e      | 4e      |         |         |         | 1re     |  |  |
| Légende : F = Forfait ; A = Abandon ; CA = Compétitions annulées à cause de la pandémie de Covid-19 ; CI = Championnats interdits aux athlètes russes |         |         |         |  |         |         |         |         |         |         |         |         |  |  |